# Pete Hegseth
Peter Brian Hegseth (Minneapolis, 6 giugno 1980) è un ex militare, politico e conduttore televisivo statunitense, Segretario della Difesa degli Stati Uniti d'America nella seconda amministrazione Trump dal 2025.
Commentatore politico per Fox News dal 2014 e uno dei conduttori del fine settimana di Fox & Friends dal 2017 al 2024; in precedenza è stato direttore esecutivo di Vets for Freedom e Concerned Veterans for America
Ex ufficiale della Guardia Nazionale dell'esercito americano, Hegseth è stato attivo nella politica conservatrice e repubblicana sin dai suoi giorni universitari all'Università di Princeton. Nel 2016 ha sostenuto la candidatura presidenziale di Donald Trump, fungendo da consigliere occasionale di Trump durante il primo mandato di quest'ultimo come presidente. Hegseth era stato preso in considerazione per guidare il Dipartimento degli affari dei veterani degli Stati Uniti nella prima amministrazione Trump, ma è stato invece scelto David Shulkin. Nel novembre 2024, il presidente eletto Trump ha annunciato l'intenzione di nominare Hegseth come segretario alla difesa, suscitando una serie di accuse per cattiva condotta sessuale, cattiva gestione finanziaria e problemi di alcol. Ha ottenuto comunque l'incarico dal Senato il 24 gennaio 2025, con 51 voti a favore e 50 contrari e con il vicepresidente J. D. Vance che ha espresso un voto decisivo. È stata la seconda volta nella storia degli Stati Uniti che la conferma di un candidato al governo è stata decisa da un vicepresidente (dopo Betsy DeVos durante la prima amministrazione Trump nel 2017). Hegseth è il secondo più giovane segretario alla Difesa dopo Donald Rumsfeld e il primo del Minnesota a ricoprire la carica.

## Biografia
Hegseth è nato il 6 giugno 1980 a Minneapolis, Minnesota, figlio di Brian, un allenatore di basket, e Penny Hegseth. È cresciuto nel vicino Forest Lake ed è di origine norvegese da entrambi i lati della famiglia. Ha frequentato la Forest Lake Area High School, dove ha giocato a football e basket, diplomandosi nel 1999 come valedictorian della sua classe.
Hegseth ha conseguito il bachelor of arts in politica all'Università di Princeton nel 2003. Mentre era lì, scrisse per la rivista The Princeton Tory e giocò a basket per i Tigers sotto la guida dell'allenatore John Thompson III. La loro squadra ha partecipato al torneo NCAA nel 2001.
Nel 2013 ha conseguito un master in public policy presso la John F. Kennedy School of Government dell'Università Harvard.

## Carriera militare
Dopo essersi laureato a Princeton nel 2003, Hegseth è stato assunto da Bear Stearns come analista dei mercati dei capitali azionari ed è stato anche nominato ufficiale di fanteria nella Guardia Nazionale del Minnesota. Nel 2004, la sua unità è stata chiamata alla base navale di Guantanamo Bay, sotto il controllo operativo del 3º Battaglione, 187º Reggimento di Fanteria, della 101ª Divisione Aviotrasportata, dove ha prestato servizio come comandante di plotone di fanteria ed è stato insignito della Medaglia di Encomio dell'Esercito. Poco dopo il ritorno da Cuba, Hegseth si offrì volontario per Baghdad e Samarra, in Iraq, dove prestò servizio prima come comandante di plotone di fanteria e poi come ufficiale delle operazioni civili-militari. Durante la sua permanenza in Iraq, è stato insignito della Bronze Star Medal, del Combat Infantryman Badge e di una seconda Army Commendation Medal. 
Hegseth è tornato in servizio attivo nel 2012 come capitano. È stato inviato in Afghanistan con la Guardia Nazionale dell'Esercito del Minnesota e ha agito come istruttore senior di controinsurrezione presso il Counterinsurgency Training Center di Kabul. Nel 2014, Hegseth è stato promosso al grado di maggiore e ha lasciato il servizio attivo per essere assegnato alla Army Individual Ready Reserve. 
Nel 2019, Hegseth è tornato alla Guardia Nazionale dopo cinque anni nella Individual Ready Reserve.

### Polemica sull'insediamento di Biden
Nel 2020, si è offerto volontario come uno dei 25.000 soldati della Guardia Nazionale autorizzati dal Pentagono a essere messi in servizio attivo per proteggere l'insediamento presidenziale di Joe Biden il 20 gennaio 2021, ma è stato uno dei 12 militari rimossi da quella missione. Il 14 gennaio 2021, un collega della Guardia Nazionale, che all'epoca era il responsabile della sicurezza dell'unità e faceva parte di una squadra antiterrorismo, ha inviato un'e-mail alla leadership dell'unità informandola di un tatuaggio con la scritta "Deus Vult" sul bicipite di Hegseth. Quest'ultimo, in precedenza, ha attribuito la sua rimozione dall'incarico a un tatuaggio della croce di Gerusalemme. Hegseth ha detto che i suoi superiori della Guardia Nazionale hanno stabilito che i suoi tatuaggi erano collegati all'estremismo, pur sostenendo che erano semplicemente simboli cristiani di base.
Nel gennaio 2024 si è ufficialmente congedato dalla Individual Ready Reserve della Guardia Nazionale. Il suo ultimo giorno in uniforme è stato il 31 marzo 2021.

## Attivismo conservatore e carriera politica
Al ritorno dall'Iraq, lavorò per un breve periodo al Manhattan Institute for Policy Research. Secondo la sua pagina LinkedIn, ha lasciato il think tank conservatore nel 2007 per lavorare come direttore esecutivo di Vets For Freedom. Il suo ruolo includeva la risposta alla Commissione elettorale federale come tesoriere dell'organizzazione. Ha lavorato presso Vets for Freedom fino al 2012. L'organizzazione sosteneva una maggiore presenza di truppe in Iraq e Afghanistan.
Nel 2012, Hegseth ha formato il comitato di azione politica MN PAC. Un'analisi di APM Reports ha rilevato che mentre gestiva il comitato di azione politica del MN PAC, un terzo dei suoi 15.000 dollari di fondi sono stati spesi per feste di Natale per famiglie e amici. Le leggi sul finanziamento delle campagne elettorali in Minnesota non vietano tali spese. Meno della metà delle risorse del PAC sono state spese per i candidati e, a partire da marzo 2018, il PAC aveva chiuso il suo conto con il consiglio di stato.
Hegseth era direttore esecutivo di Concerned Veterans for America, un gruppo di difesa finanziato dai fratelli Koch. Il gruppo sosteneva una maggiore privatizzazione del Dipartimento per gli Affari dei Veterani (VA). Secondo la sua pagina LinkedIn, ha lasciato il gruppo nel 2015.
Mentre Hegseth ne era amministratore delegato, Concerned Veterans for America ha assunto suo fratello Philip per lavorare per l'organizzazione no-profit e lo ha pagato 108.000 dollari secondo i registri fiscali del 2016 e del 2017. Interrogato al riguardo, l'avvocato di Hegseth ha detto che Philip, laureato nel maggio 2015, era qualificato per il lavoro di relazioni con i media e ha osservato che non vi è alcun divieto per gli organismi privati di assumere membri della famiglia.
Hegseth è stato preso in considerazione come segretario del Dipartimento per gli affari dei veterani nella prima amministrazione Trump, prima che la scelta cadesse su David Shulkin nel 2017.
Durante le primarie presidenziali repubblicane del 2016, Hegseth ha inizialmente sostenuto Marco Rubio, poi Ted Cruz e infine Donald Trump. Da allora, Hegseth è emerso come un forte sostenitore di Trump. Come personalità di Fox News, ha spesso criticato i media e i democratici. Ha criticato l'indagine del consigliere speciale Robert Mueller sull'interferenza russa nelle elezioni del 2016 ed è apparso su Fox News Channel, CNN e MSNBC. 

### Segretario della Difesa degli Stati Uniti

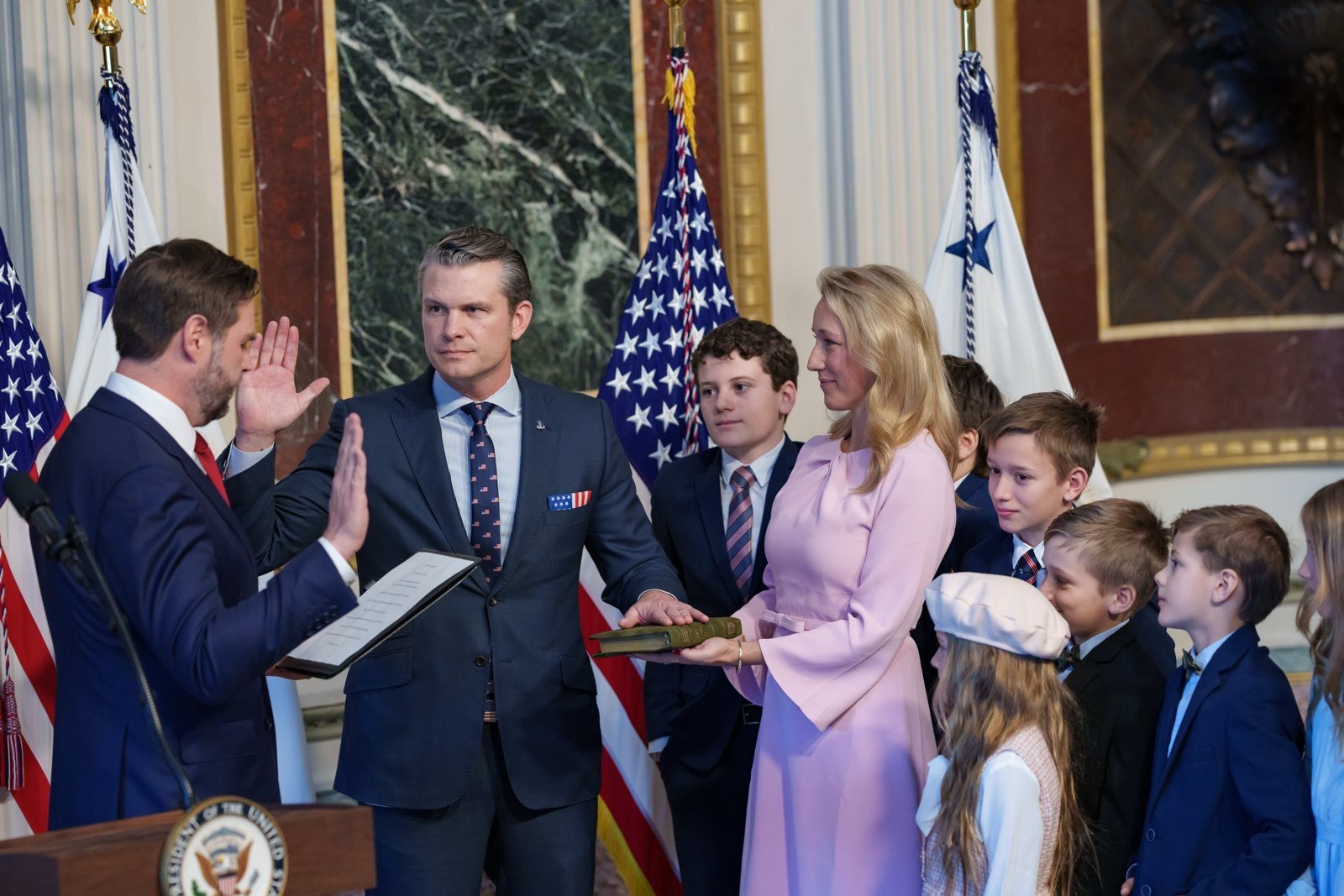
Hegseth giura come segretario della difesa nelle mani del vicepresidente J. D. Vance, 25 gennaio 2025

Il 12 novembre 2024, il presidente eletto Donald Trump annunciò che intendeva nominare Hegseth come prossimo segretario alla difesa degli Stati Uniti.  Hegseth concluse il suo accordo lavorativo con Fox News quel mese in modo da poter assumere la carica. I repubblicani hanno sostenuto in modo schiacciante la nomina di Hegseth, e Joni Ernst, che inizialmente aveva espresso scetticismo, ha dichiarato che lo avrebbe sostenuto se fosse "stato in grado di rispondere adeguatamente a tutte le mie domande".
Il 24 gennaio, il Senato ha votato 50 voti favorevoli e 50 voti contrari per la sua nomina, data la situazione di pareggio il vicepresidente J. D. Vance ha avuto il diritto di votare in base alla Costituzione che autorizza il vicepresidente a "spezzare" la situazione confermandolo con il risultato di 51 voti a suo favore. Hegseth è il secondo candidato di gabinetto nella storia degli Stati Uniti, dopo Betsy DeVos, ad essere confermato dal vicepresidente con un pareggio.

## Fox News

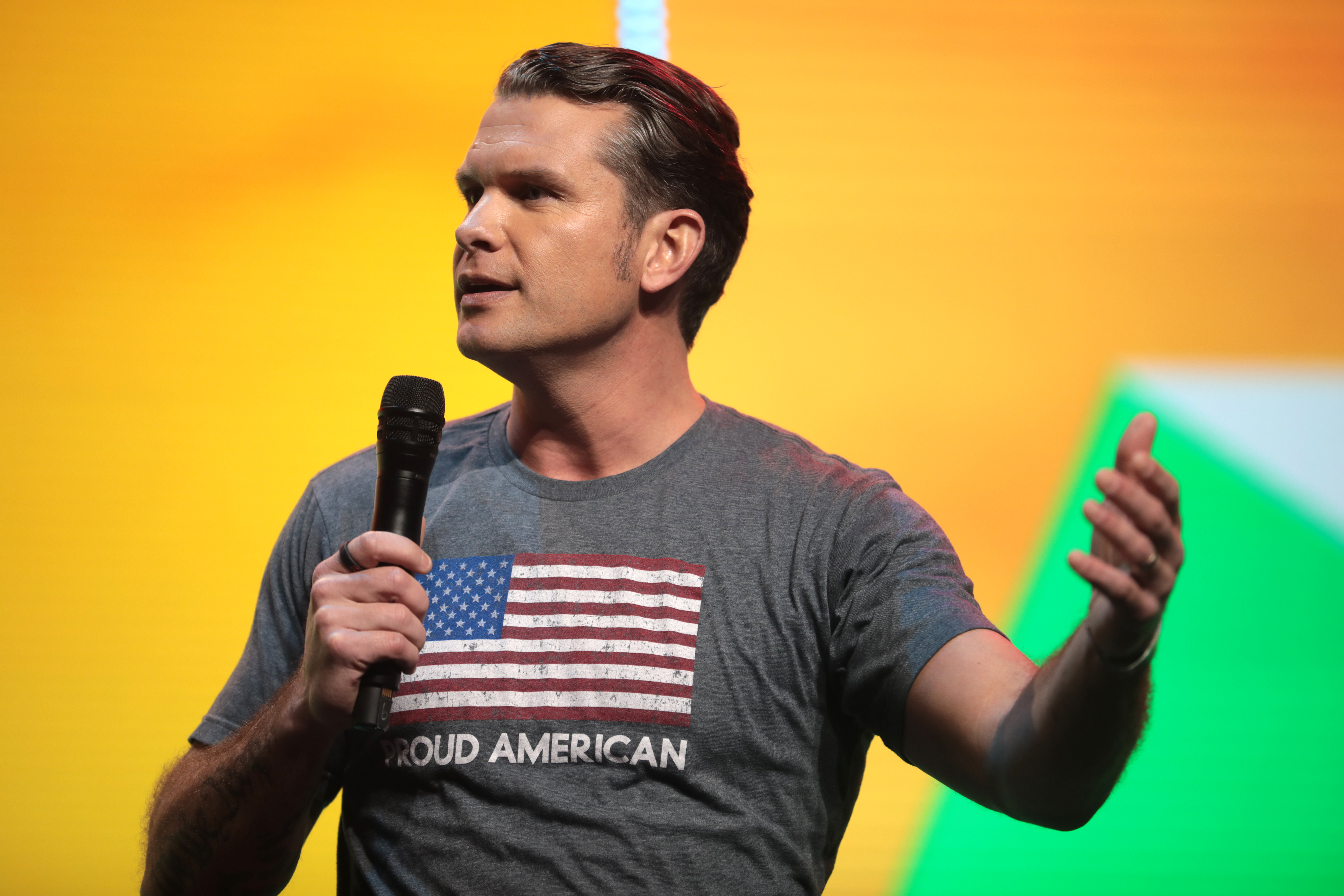
Hegseth a West Palm Beach, Florida, dicembre 2020

Hegseth è stato assunto da Fox News come collaboratore nel 2014. Nel dicembre 2018, Hegseth ha co-condotto l'All-American New Year di Fox News Channel con il commentatore Kennedy di Fox Business Network, durante il quale è stata trasmessa un'intervista telefonica preregistrata tra lui e il presidente Trump. È ospite regolare di Unfiltered with Dan Bongino dal 2021.
Il 14 giugno 2015, Hegseth ha ferito accidentalmente un batterista di West Palm Beach dopo aver lanciato un'ascia durante una ripresa dal vivo in onore del Flag Day. Hegseth mancò il bersaglio e l'ascia colpì una delle persone che si trovavano dietro. Il filmato dell'incidente è diventato presto popolare su Internet. Nel 2018 il batterista ha intentato una causa contro Fox e Hegseth sostenendo di aver subito "gravi lesioni personali alla mente e al corpo" e "effetti permanenti di dolore, disabilità, deturpazione e perdita della funzione corporea" a causa della loro negligenza.
Nel maggio 2018, Hegseth ha criticato il New York Times per non aver coperto una storia sulla cattura di cinque leader dell'ISIS, riferendosi al giornale come al "New York Times fallimentare", anche se il quotidiano aveva già presentato un report sulla storia.

## Posizioni politiche
Le posizioni politiche di Hegseth sono state descritte come nazionaliste cristiane. Nel suo libro, American Crusade: Our Fight to Stay Free, sostiene di credere che ci siano "differenze inconciliabili tra la sinistra e la destra in America che portano a un conflitto perpetuo che non può essere risolto attraverso il processo politico". Ha inoltre chiesto una "crociata americana", che ha descritto come "una guerra santa per la giusta causa della libertà umana". In un'intervista del maggio 2024 in cui ha parlato di istruzione, Hegseth ha detto: "Democrazia, democrazia, difendi la democrazia. Sapete cosa i nostri fondatori non volevano che fossimo? Una democrazia". Hegseth ha esplicitamente rifiutato la democrazia nel suo libro, equiparandola a una richiesta di sinistra, e ha annunciato il sostegno ai brogli elettorali attraverso il gerrymandering per "fregare i democratici".
Hegseth ha precedentemente affermato che se i democratici avessero vinto le elezioni del 2020, ci sarebbe stato un "divorzio nazionale" e che "l'esercito e la polizia ... saranno costretti a fare una scelta" e "Sì, ci sarà una qualche forma di guerra civile". Hegseth ha dichiarato che i conservatori devono "deridere, umiliare, intimidire e schiacciare i nostri avversari di sinistra", per "attaccare per primi" una sinistra che egli equipara alla "sedizione", e ha detto che il suo libro "delinea la strategia che dobbiamo impiegare per sconfiggere i nemici interni dell'America". Hegseth ha descritto i nemici interni e esterni dell'America come di sinistra, i progressisti e i democratici come "nemici" della libertà, della Costituzione degli Stati Uniti e dell'America". Ha sostenuto che la vittoria dell'America include la fine del globalismo, del socialismo, del secolarismo, dell'ambientalismo, dell'islamismo, del genderismo e della sinistra, l'ultimo dei quali si riferisce a una "falsa religione" e a uno "spettro" che vede i non credenti come "infedeli". Hegseth ha confermato il suo sostegno al nazionalismo americano dicendo anche che gli americani devono "costruire un muro di confine, aumentare le tariffe, imparare l'inglese e contrattaccare".

## Vita privata
Hegseth si è sposato la prima volta con Meredith Schwarz nel 2004. Hanno divorziato nel 2009. Nel 2010 si è sposato nuovamente, con Samantha Deering. Hanno tre figli. Nell'agosto 2017, mentre era ancora sposato con Deering, Hegseth ha avuto una figlia con la produttrice esecutiva della Fox Jennifer Rauchet. Lui e Deering hanno divorziato nell'agosto 2017. Hegseth e Rauchet, che ha tre figli piccoli dal suo primo matrimonio, si sono sposati nell'agosto 2019.
Hegseth vive nel Tennessee. È membro della Pilgrim Hill Reformed, una chiesa nella Comunione delle Chiese Evangeliche Riformate. Ha diversi tatuaggi, tra cui una croce di Gerusalemme sul petto, e uno con la scritta "Deus Vult", una frase latina che significa "Dio lo vuole" sul bicipite.

## Opere
- In the Arena. 2016. Threshold Editions. ISBN 978-1-4767-4934-1
- American Crusade. 2020. Center Street. ISBN 978-1-5460-9874-4
- Battle for the American Mind: Uprooting a Century of Miseducation. 2022. Broadside Books. ISBN 978-0-06-321504-7
- The War on Warriors: Behind the Betrayal of the Men Who Keep Us Free. 2024. Broadside Books. ISBN 978-0-0633-8942-7
- Modern Warriors: Real Stories from Real Heroes. 2024. Broadside Books. ISBN 978-0063046559